# Haplodiploidía

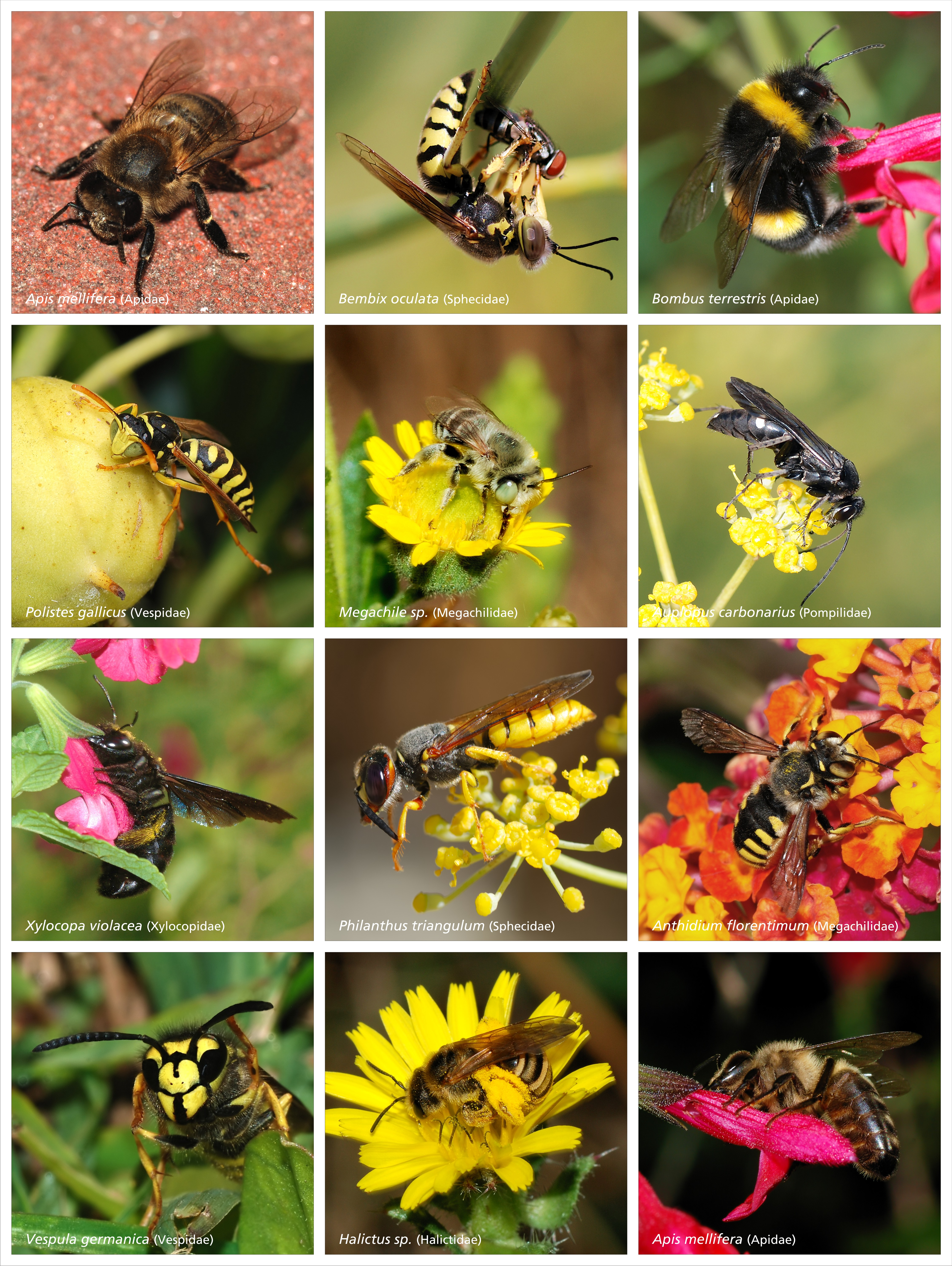
Un cartel de abejas y avispas.

Haplodiploidía es el nombre que se da al sistema de determinación del sexo de los himenópteros (hormigas, abejas y avispas),p408 de Thysanoptera, algunos escarabajos (gorgojos de las cortezas) y rotíferos; también ocurre en algunos ácaros de la familia Tetranychidae, en algunos insectos escamas y en algunos hemípteros.
En este sistema el sexo está determinado por el número de juegos de cromosomas que un individuo recibe. El individuo que nace de la combinación de un esperma y un óvulo es una hembra, en cambio un huevo no fertilizado resulta en un macho. Así el macho tiene la mitad del número de cromosomas que la hembra, es haploide. La hembra es diploide, tiene dos juegos de cromosomas. Este sistema crea una serie de peculiaridades: un macho no tiene padre y no puede tener hijos de sexo masculino, pero sí tiene abuelo y puede tener nietos. Su patrimonio es pasado solamente a las hijas y por intermedio de ellas a las generaciones subsiguientes. El sistema haplodiploide ha creado las posibilidades de eusocialidad en los himenópteros.

## Mecanismos
Se han propuesto varios modelos para explicar el sistema haplodiploide de determinación sexual. El modelo más comúnmente aceptado es el de los alelos complementarios. Según este modelo si un individuo es heterocigota para ciertos alelos, se desarrolla como hembra, mientras que si es homocigota o hemicigota se desarrolla como macho. En otras palabras los huevos fecundados son diploides y se desarrollan como hembras. Los huevos no fecundados son haploides y se convierten en machos. A veces ocurren machos diploides debido a que los alelos resultan homocigotas. En ese caso son infértiles ya que su esperma no sufre meiosis y los huevos fecundados son triploides y no viables.
Después del apareamiento, la hembra fértil almacena esperma en un saco interno llamado espermateca. La hembra controla la liberación del esperma almacenado cuando los huevos pasan por el oviducto, así puede controlar la proporción de machos y hembras que produce. Los himenópteros sociales pueden regular la proporción de los sexos dentro de la colonia.

## Determinación del sexo en la abeja melífera
El sistema haplodiploide de determinación del sexo fue descubierto en la abeja melífera en 1845 por J. Dzierzon y es donde ha sido mejor estudiado. 
Los machos o zánganos reciben todo su material genético de la reina madre, es decir que no tienen padre. Las hembras tienen 32 cromosomas y los machos sólo 16. Los machos producen esperma con un juego cromosomas que es el único que poseen, es decir que no tiene lugar la meiosis. Todos los espermatozoides son genéticamente idénticos a menos que ocurra una mutación. Las hembras, tanto las obreras como las reinas reciben la mitad de sus cromosomas de la madre y la otra mitad del padre. 
Las hijas resultantes del mismo padre comparten ¾ de sus genes, es decir que están más emparentadas con sus hermanas que con su madre. 
Proporciones de genes compartidos en sistemas de determinación sexual haplo-diploides 
| Sexo   | Hija | Hijo | Madre | Padre | Hermana | Hermano | Sobrino/sobrina |
| ------ | ---- | ---- | ----- | ----- | ------- | ------- | --------------- |
| Hembra | 1/2  | 1/2  | 1/2   | 1/2   | 3/4     | 1/4     | 3/8             |
| Macho  | 1    | 0    | 1     | 0     | 1/2     | 1/2     | 1/4             |

Generalmente la reina se aparea con más de un macho, en cuyo caso las proporciones son diferentes para medio hermanos y medio hermanas de las dadas en esta tabla.
Algunas obreras no fecundadas pueden producir huevos que son todos machos. En algunos casos poco comunes, en la cepa sudafricana, Apis mellifera capensis, estas obreras pueden llegar a producir hembras obreras y aun reinas. Aparentemente los huevos que producen son el resultado de una meiosis incompleta y son diploides. Es un fenómeno llamado partenogénesis apomíctica. 